# Oropsyche howellae
Oropsyche howellae är en nattsländeart som beskrevs av Ross 1941. Oropsyche howellae ingår i släktet Oropsyche och familjen ryssjenattsländor. Inga underarter finns listade i Catalogue of Life.